# Georges Fülgraff
 Georges Michael Fülgraff (* 14. Juli 1933 in Strasbourg) ist ein deutscher Mediziner und Politiker.

## Wirken
Fülgraff studierte an der Albert-Ludwigs-Universität Freiburg zunächst Rechtswissenschaften, bevor er zur Medizin wechselte. 1959 erfolgte in Freiburg seine Dissertation zum Verhalten von Ferritin und Hämosiderin bei Lebererkrankungen, Geschwülsten und Krankheiten des blutbildenden Systems, 1961 die Approbation zum Arzt. Nach einem einjährigen Studienaufenthalt in den USA spezialisierte er sich auf Toxikologie und Pharmakologie. Seit 1965 gehörte er für die SPD zum Stadtrat von Freiburg. 1968 habilitierte er sich dort über den Nierenstoffwechsel von Calciumionen. Nachdem er sich 1969 nach Aachen umhabilitiert hatte, wurde er dort wissenschaftlicher Rat und Professor. 1972 nahm er einen Ruf als ordentlicher Professor der Pharmakologie und Toxikologie an die Goethe-Universität Frankfurt am Main an.
Im Oktober 1974 wurde Fülgraff Präsident des damaligen Bundesgesundheitsamtes, in dem enorme Rückstände in der Arzneimittelzulassung und der Zulassung von Pestiziden aufzuholen waren. Gekennzeichnet war seine Amtsführung durch Verbesserungen in der organisatorischen Zusammenarbeit sowie Maßnahmen zum besseren Verbraucherschutz. Von November 1980 bis zum Ende der sozialliberalen Koalition war er als Staatssekretär im Bundesgesundheitsministerium tätig. Anschließend betätigte er sich als Gutachter und Buchautor sowie als Mediator und als Mitglied im Sachverständigenrat für Umweltfragen. Ab 1992 baute er an der TU Berlin das Institut und den Lehrstuhl für Public Health auf und fungierte als Sprecher des Berliner Zentrums Public Health.
Fülgraff verfolgte neben der Pharmakologie und Sozialmedizin so unterschiedliche Themen wie Umweltmedizin, Doping, Lebensmittelsicherheit, Risikomanagement, Gentechnik, Elektrosmog oder sozial-ökologische Forschung.
Fülgraff wurde 1998 die Salomon-Neumann-Medaille für seine Verdienste um die Weiterentwicklung der Theorie und Politik von Sozialmedizin und Gesundheitswissenschaften/Public Health verliehen. 2004 wurde er mit dem Bundesverdienstkreuz 1. Klasse ausgezeichnet.

## Publikationen (Auswahl)
- Georges Fülgraff (Hrsg.):  Lebensmitteltoxikologie, unter Mitarbeit von Hartmut Dunkelberg, Peter S. Elias, Hans-Jürgen Hapke, Dieter Hötzel, Hermann Zucker. Verlag Eugen Ulmer GmbH & Co., Stuttgart 1989, ISBN 3-8001-2598-6.
- Georges Fülgraff (Hrsg.), D.Palm und Annegret Balogh: Pharmakotherapie, klinische Pharmakologie, 10. neubearbeitete Auflage, G. Fischer Verlag, Stuttgart, Jena, Lübeck, Ulm 1997, ISBN 978-3-437-21220-8
- Björn Lemmer (Hrsg.), Georges Fülgraff (Begründer des Werks): Pharmakotherapie – Klinische Pharmakologie, Ausgabe 14,  Springer Verlag, Berlin Heidelberg 2010, DNB-Link.